# ایل چگنی

ایل چِگِنی یا چگینی یکی از ایلات لر؛ ساکن لرستان و نواحی دیگر است. پیرابرلینگ این ایل را کرد می‌داند.شاخه‌ای از این ایل ساکن استان قزوین و شهرستان رودبار (استان گیلان) و شاخه‌ای دیگر کرکوک و سلیمانیه عراق سکونت دارند. عده‌ای نیز ساکن استان فارس، استان بوشهر، استان هرمزگان و استان خوزستان در جنوب ایران هستند. شعبه‌ای از ایل چگنی در استان مرکزی (شهرستان خنداب)، استان همدان، بروجرد(قلعه حاتم) استان کرمانشاه، استان ایلام، استان زنجان، استان آذربایجان غربی و استان چهارمحال و بختیاری سکونت دارند.

## زبان
بیشتر چگنی‌ها به زبان لری سخن می‌گویند. چگنی‌های قزوین به لری و ترکی آذربایجانی صحبت می‌کنند و چگنی‌های خراسان به سبب همسایگی با ترک‌ها زبانشان ترکی شده است. چگنی‌های ساکن عراق نیز به کردی صحبت می‌کنند.

## تبارشناسی
امروزه بیشتر چگنی‌ها به زبان لری سخن می‌گویند. چگنی در عراق نیز یکی از ایلات کرد ساکن در کردستان عراق است. اگر چه در برخی منابع ایل چگنی و ایل زنگنه جدا از اکراد ذکر شده‌اند.
دائرةالمعارف بزرگ اسلامی چگنی را یکی از ایلات لر ساکن لرستان معرفی می‌کند که گروهی از آنان به کردستان، قزوین، خراسان، خوزستان و فارس کوچانده شدند.

## فرهنگ

### پوشاک
پوشاک مردان چگنی
شال: پارچه‌ای بلند است که طول آن بین ۵ تا ۷ متر و عرض آن ۵۰ تا ۶۰ سانتی‌متر می‌باشد. از جنس چلوار سفید است و آنرا چند دور به کمر می‌پیچانند.
سِتِرَه setera: قبای مخصوص مردان لر است که اندازه آن تا زیر زانو است، در مواقع رسمی از آن استفاده می‌شود و از قدیمی‌ترین نوع پوشاک ایران می‌باشد.
کلاه نمدی (کِلاو): کلاه مدور و بدون لبه‌ای است که از نمد ساخته می‌شود و در قسمت بالای آن سه عدد سوراخ ریز به صورت مثلث تعبیه شده است.
سربند (سَروَن): پارچه چهارگوشی است که به دور سر، به صورت عمامه یا به دور کلاه می‌پیچند، بیشتر هنگام مهمانی بعنوان تزئین یا در جنگ‌ها بعنوان نگهدارنده کلاه‌نمدی استفاده می‌شده است.
کَپِنَک kapenak یا فِرَجی feraji: یک نوع قبای نمدی پشمی محکم است، که معمولاً مورد استفاده چوپانان می‌باشد. در موقع جنگ از آن به عنوان لباس رزم استفاده می‌شده، زیرا ترکیب بسیار فشرده‌ای در بافت آن به کار رفته است.
گیوه: نوعی کفش دست‌ساز محلی است که کف آن چرم یا لاستیک ضخیم و محکمی است و روی آن به وسیله نخ تابیده بافته می‌شود.
کِلاش kelash: نوعی کفش است با زیره لاستیکی که با دست و نخ پنبه‌ای بافته می‌شود و دور آن را با چرم می‌پوشانند که به آن "گرد gerd" گرفتن می‌گویند و احتمالاً واژه "گردگیر gerd gir" به معنی پینه‌دوز از این کلمه گرفته شده است.

## وجه تسمیه
کلمه چگنی از ریشه «چگه» که چشمه‌ای است در دامنه سفیدکوه (محل اسکان طوایف چگنی) گرفته شده است و روستایی به همین نام «چگه» نیز در همان منطقه وجود دارد این نظر مورد وثوق افراد مختلفی از همین طایفه است.

## تاریخ
برخی معتقدند چگنی‌ها از لرستان به کردستان مهاجرت کردند و برخی معتقدند آنها از کردستان به لرستان مهاجرت کردند. چگنی در دوران صفویان دارای قدرت بود و ایل به غارت کاروان‌های تجاری می‌پرداخت. با شکایت تجار به شاه طهماسب اول وی اقدام به تبعید عده‌ای از ایل به قوچان در خراسان نمود. پس از حکومت صفویان بسیاری از چگنی‌های تبعید شده به لرستان بازگشتند. تنها نشانه‌ای که از ایل در کردستان وجود دارد روستایی با همین نام در شهرستان بیجار است در لرستان اما همچنان جمعیت زیادی از چگنی‌های بین خرم‌آباد تا رودخانه کشکان ساکن هستند. هنگامی که شرق‌شناس بریتانیایی هنری راولینسون در سال ۱۹۱۱ میلادی به لرستان سفر کرد جمعیت چگنی‌ها را ۲۰۰۰ خانواده تخمین زده است. همچنین آمارها نشان می‌دهد در دهه ۱۹۷۰ میلادی تعداد خانوار این ایل به ۵۱۰۰ خانوار رسیده که از این مجموع تعداد ۳۰۰ خانوار در کرکوک و سلیمانیه در عراق ساکن بودند.
در سفری که میرزا ابراهیم نامی در زمان حکومت آقا محمدخان قاجار به منطقه قزوین داشت تعداد خانوار چگنی‌ها را ۸۵۰ خانوار اعلام کرده است. قبیله‌ای عرب به نام اولاد چگنی در فارس ساکن است به گفته آمار ارتش ایران در سال ۱۹۵۷ میلادی تعداد خانوار این قبیله ۱۲۰ خانوار بوده است. احتمال می‌رود چگنی نیز در به قدرت رسیدن زندیان، کریم خان زند را یاری کرده و همراه وی به شیراز رفته باشند.

### ایل چگنی قبل از سلسله صفویه
در خصوص ساختار اجتماعی و حرکت سیاسی ایل چگنی در قرن دوم و سوم هجری به صورت جسته و گریخته، اشاره‌هایی می‌شود. بر این اساس، سندی در دست است، با مهر سلطان سلیمان یا شاه سلیمان دوم که بر این مدعی تکیه دارد:
در ایام خلافت خلفای عباسی (۱۳۲–۶۵۶ ق)، زمانی که مأمون (۱۹۸–۲۱۸ ق) امام هشتم شیعیان علی بن موسی الرضا را ولیعهد خود کرد و به خراسان دعوت نمود، عده‌ای از مردم ایلات چگنی و زنگنه و سیاه‌منصور خدمت ایشان می‌روند و امام هشتم بر اساس روایت یا سندی از امام سجاد آنان را از پرداخت مالیات معاف می‌کند.
آنچه معلوم است سندی هم که به دستور میرزا سید محمد (سلطان سلیمان یا شاه سلیمان ثانی) در سال (۱۱۶۳ ق) نوشته شده بر اساس همین سندی است که امام هشتم، چگنی‌های معروف به بیچاره را در خراسان، از پرداخت مالیات معاف کرده است.
چگونگی رسیدن شاه سلیمان ثانی به پادشاهی و صدور فرمان در خصوص ایلات چگنی، سیاه‌منصور و زنگنه:
میرزا سیدمحمد (سلطان سلیمان) خواهرزاده شاه شاه سلطان حسین آخرین پادشاه صفویه است. در زمان نادرشاه افشار، تولیت آستان قدس رضوی به او واگذار شد. (سیدمحمد با رضاقلی‌میرزا پسر بزرگ نادر هر دو از جانب مادر نسبت نزدیک با شاه سلطان حسین صفوی دارند) وی در هنگام سلطنت نادرشاه افشار، تظاهر می‌کرد که مردی ساده و گوشه نشین است که زندگی خود را به تحصیل عمل به شرع مصروف داشته است و از رفت و آمد و گفتگو با مردم می‌هراسد.
و از نادرشاه درخواست می‌کرد اجازه فرمایند، در زاویه این حرم مقدس، به دعاگویی ذات اقدس شهریاری مشغول باشد اما پس از مرگ نادر در سال (۱۱۶۰ ق)، به دست عده‌ای از سران افشار و قاجار، برادرزاده‌اش علی‌قلی خان، که در توطئه نادر شریک بود به نام عادل‌شاه به تخت نشست. پس از چندی بین او و برادرش ابراهیم خان که مأمور عراق و اصفهان بود اختلاف به وجود آمد. در جنگی که بین آنها در نزدیک زنجان روی داد، ابراهیم خان، عادل‌شاه را مغلوب و او را کور کرد. ابراهیم هم در جنگ با شاهرخ توسط سربازانش کشته شد و شاهرخ پسر رضاقلی میرزا نوه نادر که به‌طور اتفاقی از دست عادل‌شاه جان به در برده بود به سلطنت رسید. پس از یک سال و نیم حکومت، میرزا سیدمحمد (سلطان سلیمان) مدعی سلطنت شاهرخ شده و با کمک شانزده نفر از سرداران، ازجمله امیر علم‌خان عرب خزیمه، بهبودخان تاتار مروی، جعفرخان کرد مامیانلو، محمدحسین خان کرد زعفرانلو، احمدخان بیات، ابراهیم خان کرد کیوانلو، مهدی‌قلی خان چوله، منصورخان سیاه‌منصور، محمدحسین خان ولد فتحعلی خان قاجار و سایرین همگی میرزا سیدمحمد را به حکومت برقرار نمودند، وی ابتدا شاهرخ را حبس نمود و پس از چندی روز دیگر او را کور و به نام سلطان سلیمان در (۱۱۶۳ ق) به تخت شاهی نشست.
میرزا سیدمحمد (سلطان سلیمان) همین که به قدرت رسید، به زیارت حرم امام هشتم رفت. بعد از زیارت دستور داد تا سه روز اهل شهر و لشگری به جشن و شادمانی بپردازند، در ایام جشن به هر ایل و طوایف و کسانی که او را در رسیدن به سلطنت یاری کرده بودند، مناصب مناسب و اقطاع به قدر رتبه و پایه داد، و نیز برای اینکه بیشتر توجه ایلات زنگنه، سیاه‌منصور و چگنی مروی (عده‌ای از مورخان از چگنی‌های شمال خراسان با نام چگنی مروی یاد می‌کنند) را که در آن زمان از قدرت و شوکت زیادی برخوردار بودند، به جانب خود جلب کند. علاوه بر اعطاء مناصب به سران آنها، به این عنوان که در کربلا در حضور امام سجاد بوده‌اند و بر همین اساس که تحت حمایت امام هشتم قرار گرفته‌اند و آن حضرت آنها را از پرداخت مالیات معاف کرده است، لذا سند مذکور را در خصوص معافیت از مالیات برای این ایلات بزرگ و تاریخی صادر نمودند، این قاعده و قانون تا زمان ناصرالدین‌شاه به وسیله حکام وقت در مورد چگنی‌ها، سیاه‌منصورها و زنگنه‌های بیچاره، ساکن خراسان تمدید و تجدید می‌شد، اما حکومت سلطان سلیمان دوامی نیاورد و نتوانست بیش از شش ماه حکومت کند، در روز جمعه سابع شهر صفرالمظفر سنه (۱۱۶۳ ق) قدرت را در دست گرفت و در یازدهم شهر ربیع‌الاول (۱۱۶۳ ق) شاهرخ به یاری یکی از سرداران خود به نام یوسفعلی دوباره به قدرت رسید. سلطان سلیمان در همان ابتداء به دست یوسفعلی کور و سپس کشته شد.

### اندیشه شاه سلیمان ثانی در صدور فرمان برای ایلات چگنی، سیاه‌منصور و زنگنه
همان طوری که پیشتر اشاره شد. سلطان سلیمان در ماه صفر سال (۱۱۶۳ ق) بر اساس روایتی از امام سجاد و معافیت از مالیاتی که امام هشتم برای ایل چگنی در گناباد نوشته‌اند، سند مذکور را صادر نموده است. نگارنده به اجمال به روند تاریخی صدور آن سند اشاره می‌کنم، آن هم از کتاب تاریخ و جغرافیای گناباد، زبور آل داود و نامه مسیونرهای دین مسیح در زمان سلطنت شاهرخ نوه نادرشاه افشار بر خراسان، حکایت این است:
حاج قاسمعلی از بزرگان طایفه معروف به چگنی‌های بیچاره بود. این طایفه شعبه‌ای از زنگنه، سیاه‌منصور و چگنی‌های غرب ایران هستند، که به قولی دوستی با سلیمان بن صرد خزاعی داشتند، یا از موالی (دوست دارنده - فرهنگ معین) وی بودند. سلیمان در اوایل اسلام از دوستان و یاران عصمت و طهارت بود از این رو علی بن موسی الرضا بر اساس حدیثی از امام چهارم که فرموده: در کربلای معلی سلیمان بن صرد خزاعی و یارانش با طایفه بنی اسد در ملازمت حضرت سجاد حاضر بوده، آن حضرت آنها را از عوارض چوپان‌بیگی و سایر عوارض (مالیاتی) معاف نمود. در نتیجه هنگام، توجه امام رضا به خراسان امیر سلطانقلی از میان طایفه چگنی و زنگنه و سیاه منصور و اکراد که به او اعتقاد داشتند جدا شده، به اعتقاد امیراحمد و امیرمحمد از بنی اعمام خود به خدمت آن حضرت رسید و مورد عنایت واقع شدند و آن حضرت امیر احمد و امیر محمد را خطاب به بیچاره منصوب و به سرکار خود فرمود، آنان را از پرداخت مالیات معاف کرد، از آن تاریخ به بعد امیر احمد و امیر محمد با افتخار گفتهٔ حضرت رضا خود را به بیچاره منسوب کردند و اولاد و احفاد آنها به نام بیچاره اشتهار یافتند و هنوز هم با نام چگنی‌های بیچاره در خراسان زندگی می‌کنند و سلاطین صفویه هم آنان را مورد لطف قرار دادند و از مالیات معاف کردند، این روند تا زمان ناصرالدین‌شاه ادامه داشته است. بنابراین، این ذهنیت به وجود می‌آید؛ که سلطان سلیمان می‌خواسته با صدور اینگونه احکام و اعطاء مناصب، به تحریک احساسات ایلات بپردازد و آن شوکت و جا و جلال گذشته‌ای که با کمک ایلات مختلف (استاجلو، شاملو، روملو، شیخاوند، زنگنه، سیاه‌منصور، چگنی و سایرین) نصب جدهٔ مادری‌اش، شاه اسماعیل یکم و پسرش شاه تهماسب یکم و همچنین شاه عباس بزرگ شده بود، از نو برای حکومت نوپای خود احیاء کند. به هر صورت، با توجه به نوشتهٔ رضاعلی شاه مؤلف کتاب تاریخ و جغرافیای گناباد و سندی که در دست است و نیز لایه قطور زمان، که این فاصله را به وجود آورده، نمی‌توان به راحتی حکمی در مورد آن به صواب یا خطاء داد. ولی می‌توان به این نتیجه رسید، که سند مورد اشاره بیانگر این است: ایلات چگنی، زنگنه و سیاه‌منصور در ازمنه ماضی تا عهد صفوی از قدرت و نفوذ زیادی برخوردار بوده‌اند و برای سلسله‌های مختلف حکومت‌گر، طرف توجه قرار می‌گرفتند.

### دوران سربداران
در کتاب گنج دانش و جغرافیای تاریخی شهرهای ایران آمده است چهار سال حکومت نهضت شیعی سربداران در دست خواجه شمس‌الدین علی چگنی بوده است. مردم چگنی در سده قرن هشتم (۷۳۷ ق) در مخالفت با قوم مغول و تاتار، به نهضت شیعی سربداران در سبزوار خراسان پیوستند. سرانجام بعد از حکمرانی امیر شمس‌الدین سبزواری (۷۴۷ ق) مدت چهار سال به حکومت سربداران رسید و به مخالفت با طغاتیمور برخاست. خواجه شمس‌الدین علی چگنی در سال (۷۵۳ ق) به زخم کارد حیدر قصاب که یکی از ملازمانش بود کشته شد.

### ایل چگنی در عهد مغول و تیموریان
تاریخ حکایت دارد ایلات چگنی، سیاه‌منصور و زنگنه که جزو ایلات اصیل در غرب کشور محسوب می‌شوند، گذشته از آنهایی که از این ایلات در سایر نقاط ایران هستند، ۲۴ قبیله از آنها در قراباغ بودند. حدود سیصد هزار نفر جمعیت داشتند. شمیم همدانی در تاریخ کردستان نوشته: آنچه معلوم است و تاریخ به آن اشاره دارد در حمله مغول تفرقه بزرگی بین قبایل کرد بروز کرد. در این دوره سه قبیله مهم از آنها، زنگنه، سیاه‌منصور و چگنی از طوایف گوران و اردلان مشهور شدند، چون قدرت مقابله با حمله مغول را نداشتند و از طرفی هم نمی‌خواستند با آنها همکاری داشته باشند، بنابراین بالغ بر سیصد هزار یا سی هزار نفر به صحرای قراباغ در شمال آذربایجان کوچیده و در آنجا حکومت محلی تشکیل دادند و عده‌ای دیگر به نواحی مختلف از جمله فارس و خوزستان متواری شدند، مقارن ظهور دولت صفویه اقوام کرد، تبعیت ایران را پذیرفتند و به یاری دولت نوپای شاه اسماعیل یکم برخاستند.
شیرین بیانی در تاریخ آل جلایر می‌نویسد: سیاه‌منصور، چگنی و زنگنه چون نمی‌خواستند، با تیمور و جانشینان وی همکاری داشته باشند، بنابراین به دشمنان آنها پیوستند و بدین وسیله به جنگ علیه آنان برمی‌خاستند.

### دوران آق قویونلوها
چگنی‌ها که در زمان تیمور با دولت جلایریان بغداد همکاری داشتند، بعد از پایان کار دولت جلایریان به دستور تیمور در سال (۸۱۳–۸۱۴ ق) و سرانجام کار دولت مستعجل جهانشاه قراقویونلو و پسرش در سال (۸۷۳ ق) به دست اوزون حسن، به دولت آق‌قویونلوها پیوستند و در جنگی که بین سلطان ابوسعید، که بر میراث تیمور حکومت می‌راند و اوزون حسن آق‌قویونلو درگرفت، چگنی‌ها به جانب‌داری از اوزون حسن برخاستند. اوزون حسن، سپاه سلطان ابوسعید را در هم کوبید و ابوسعید نیز در حین جنگ به دست اوغرلو محمد پسر اوزون حسن گرفتار و کشته شد. با کشته شدن شاهزاده تیموری، تمامی ایران به دست اوزون حسن آق‌قویونلو افتاد و خود را شاهنشاه نامید، مردم چگنی در آن ایام با وجود سرداران با کفایتی چون، ایل‌اُلدی بیگ چگنی و منصورخان چگنی، شجاعت و دلاوری‌های زیادی از خود نشان دادند، با این وجود در تاریخ ترکان بایندری و همچنین در صفحات تاریخ ایران طلوع نمودند و نام چگنی بیشتر در صفحات تاریخ ایران آشکار شد.

### دوران صفویه
زمانی که قدرت به حکمرانان صفویه رسید، تاریخ ایران صفحات بیشتری به مردان بزرگ ایل چگنی اختصاص داد، چنان‌که در مدت حکومت ۲۴۱ ساله سلسله صفویه بین سال‌های (۹۰۷–۱۱۴۸ ق) نام سرداران، حکومت‌گران و خوانین زیادی از این ایل در اوراق تاریخ آن زمان به چشم می‌خورد که در راه آب و خاک ایران زمین سر دادند و افتخار آفرینی کردند.
تاریخ نقل می‌کند چگنی‌ها به همراه برادران خود زنگنه و سیاه منصور نه تنها به ترکان تیموری نپیوستند، بلکه به یاری دشمنان آنها یعنی ایلکانیان بغداد، ترکان بایندری قراقویونلو (۷۸۰–۸۷۴ ق) و آق قویونلو برخاستند.
چگنی‌ها پس از مرگ سلطان یعقوب پسر اوزون حسن آق قویونلو و جانشینان متعدد وی از الوندمیرزای آق قویونلو بریدند و به شاه اسماعیل پیوستند. شاه اسماعیل با کمک قبایل قزلباشان استاجلو، شاملو، روملو، شیخاوند و مردم ایل چگنی، که هواداران جدش شیخ صفی‌الدین اردبیلی و پدرش شیخ حیدر بودند، توانست در سال (۹۲۰ ق) آخرین پادشاه آق قویونلو را از میان بردارد و به حکومت ترکان بایندری (جده مادری خود) پایان دهد.
موقعیت ایل چگنی در بین ایلات عهد صفویه
شرف‌خان بدلیسی در تاریخ کردستان مردم چگنی را جزو اصلی ایلات اکراد منظور نموده می‌نویسد:
این طایفه در شجاعت، شهامت و دلاوری از سایر اکراد ایران ممتاز هستند و با سیاه منصور و زنگنه از یک تبارند.
اسکندر بیگ منشی در عالم عالم‌آرای عباسی در بیان موقعیت ایلات ایران در زمان صفویه، ایل چگنی را دوازدهمین ایل بزرگ ایران برشمرده و نیز به ذکر تعدادی از امرای آن پرداخته است.
پیترو دلاواله سیاح ایتالیایی که در سال (۱۰۲۵ ق)، در زمان شاه عباس اول به ایران آمده، موقعیت ایل چگنی را در بین سی ایل بانفوذ ایران که در سیاست اجتماعی و نظامی آن موقع نقش زیادی داشته‌اند، چنین برشمرده:
چگنی جزو شانزده طوایفی هستند، که سران آن‌ها در دست راست شاه می‌نشینند و در جنگ‌ها و نیز در دیوان‌خانه شاهی و مجالس، طرف مشورت پادشاه قرار می‌گیرند. در کتاب تاریخ قزلباش که به احتمال در سال (۱۰۰۷ ق) یا پیش از (۱۰۱۳ ق) نوشته شده، آمده که:
این طوایف که با تاج و هاج شاهی مفتخرند و کمر خدمت خاندان عظیم‌الشان (صفوی) را بر میان بسته‌اند، در مملکت ایران به منصب خانی و سلطانی سرافرازند، طرف مشورت پادشاه هستند، جمعیتی می‌باشند که در دست راست می‌نشینند، عبارتند از: شاملو، روملو، چگنی، آغاجاری، پرناک، شیخاوند، اکراد و اقوام لر (لر کوچک و لر بزرگ)

### دوران افشاریه
چگنی‌های خراسان که در زمان نادرشاه افشار با نام چگنی‌های کرد مروی، یا با پسوند مروی، در سپاه نادر حضور داشتند، آنهایی هستند که طی دوره‌های مختلف در زمان صفویه به خراسان کوچانده شدند، تاریخ در بیان نام و خدمات تعدادی از آنها مانند اردغدی‌بیگ چگنی سبزواری، محمدکریم بیگ چگنی مروی قراولباشی مرو، محمدحسن بیگ چگنی مروی، محمدتقی بیگ چگنی مروی، اغورلو خان چگنی و غیره به خوبی یاد می‌کند.

### دوران زندیه
قلعهٔ فلک‌الافلاک خرم‌آباد برای خان زند نیز پناهگاه استواری بوده است و هر بار که به سبب قلت سپاه تاب نیاورده به خرم‌آباد واقع در پشت کوه‌های زاگرس پس نشسته. وی به سال ۱۱۶۶ (ق) مدتی را در این دژ به سر آورده و بعد از تجدید قوا شکستی بر سردار آزادخان افغان تحمیل نموده است. در همان اوان گروهی از مردم چگنی به ارتش زندیه پیوسته و در آن جنگ شرکت کرده‌اند. مردم چگنی با همراهی نمودن کریم‌خان زند و شرکت جستن در لشگرکشی که از لرستان به حمایت از او تشکیل شده بود وفاداری خود را به او نشان داده‌اند، برخی از آن‌ها به همراه کریم‌خان زند به شیراز می‌روند.
در یکی از نبردها که کریمخان زند از رقیبان خود شکست می‌خورد به شهر خرم‌آباد جهت تجهیز نیرو می‌آید و به کمک میرزا مهدی استرآبادی لشکری از نیروهای لرستانی تدارک می‌بیند، مردم چگنی به مانند دیگر طوایف لرستانی به یاری کریمخان زند شتافته‌اند، کریمخان با تدارک سپاهی ۴۰ هزار نفری رو به سوی شیراز می‌نهد و تا زمان حیات ایشان حضور این تعداد از همراهان لرستانی را حفظ نموده است، اما بعد از مرگ او به علت نزاع و کشتاری که خاندان زند بر سر جانشینی راه می‌اندازند، همراهان او به جایگاه اولیه خود برمی‌گردند، البته تعداد زیادی از آن‌ها در شیراز و اطراف ساکن می‌شوند، مانند چگنی‌های فسا، داراب، سمیرم، فیروزآباد، فراشبند و …

### دوران قاجاریه
در دوران زندیه، کریمخان زند تعداد زیادی از مردم چگنی را به یاری فراخواند و همراه خود به شیراز برد، این گروه تا پایان کار زندیه در خدمت خان زند و جانشینان وی بودند. عاقبت بعد از اسارت لطفعلی‌خان زند به دست آقامحمدخان قاجار و مرگ وی در تهران، همراه دوازده هزار خانوار یاری دهنده کریم‌خان، که محمد خان زند در ابتدای کار این سلسله از کرد، لر، لک، زنگنه، کلهر، جاف و سایر ایلات با خود به شیراز آورده بود، به امر آقامحمد خان قاجار از فارس به ری و ورامین کوچ داده شدند. تا پس از اذیت و آزار فراوان آن طوایف با نام ایل خواجه‌وند (ایل آقامحمدخانی) در دربندهای شمالی کشور اسکان داده شوند و با نام ایل خواجوند نه نام خود از مرزها دفاع کنند. اما از این گذر، تعداد زیادی از ایلات مثل مافی‌ها، باجلوندها، بیرانوندها، چگنی‌ها و سایر ایلات توانستند خود را از این مخمصه نجات دهند و روانه چمچمال، پرآو و کرمانشاه و لرستان گردند.
مردم چگنی که در باغ شاه تهران اسکان داده شده بودند، با درایت و محال اندیشی باباخان، محبعلی سلطان و صادق خان چگنی و نیز نصیرخان چگنی فرزند سبزوارخان که پدرش در همان اوان با تعداد زیادی از بزرگان چگنی به امر آقامحمد خان کشته شده بودند، به جانب شرّا و خنداب و قزوین کوچ می‌کنند. بدین وسیله خود را از دست خان قاجار نجات دادند و هویت خود را حفظ کردند. اما حاصل این دور تسلسل از ابتدای زندیه تا اوایل قاجار، یعنی رفتن آنها به شیراز و سپس به قزوین و خنداب این بود، که قدرت و توان ایل چگنی در لرستان رو به افول نهاد، ولی با آن خصایص ذاتی و روحیه استقلال طلبی، باقی‌مانده آن‌ها در لرستان به حیات اجتماعی خود با سربلندی ادامه دادند و در پیوستن به برادران خود از پای نماندند.
گرچه ایل چگنی در زمان قاجاریه قدرت و نفوذ سابق خود را از دست دادند با این حال تعداد زیادی از امراء و سرکردگان چگنی در عهد قاجار در حکومت و امور دیوانی دخیل بودند، ازجمله: سلیم‌خان چگنی حاکم محمره (خرمشهر)، سرهنگ صادق‌خان و سرهنگ باقرخان چگنی در قزوین، خوانین حیات‌داوودی (حیات‌الغیبی) من جمله خانعلی خان، حیدرخان، مرادخان، حسین خان، محمدخان، الله‌کرم خان و فتح‌الله خان حاکمان و کلانتران بلوکات، بنادر و جزایر جنوب ایران، شامل بندر گناوه، بندر ریگ و جزایر خارگ، خارگو، رودحله و بلوکات حیات داود استان بوشهر، حاج رحیم‌خان، ابراهیم‌خان، فرج‌الله خان و حسین‌خان ملقب به نگهدارخان فرزندان حاج نصیرخان سبزواری در شرّا و خنداب، خوانین خان‌بلوکی که تا اواخر پهلوی نفوذ زیادی در شهر اراک داشتند. به گفتهٔ رابینو و برخی مورخان گیلانی خوانین و حکام شفت گیلان از نسل کاظم خان چگنی بودند که در اواخر دوره صفویه تا ابتدای پهلوی همچنان بر ناحیه شفت حکمرانی داشته‌اند. خاندان خضریان چگنی اولین حکام دزفول در دوران قاجار بوده‌اند.
چگنی‌های لرستان در دوران قاجار
سابقاً در چگنی اداره هر تیره توسط بزرگ آن تیره بود، تمام مسائل هر تیره را بزرگ آن‌ها حل و فصل می‌نمود. اهل طایفه از بزرگ که اغلب کلانتران، کدخدایان و ریش‌سفیدان طایفه بودند حرف‌شنوی داشتند و بدون صلاح‌دید و اجازه آن‌ها هیچ کاری را انجام نمی‌دادند و این خود حکایت از شیوهٔ تربیت رایج گذشته (مرد سالاری) در میان لرستان دارد. در عهد قاجاریه، چگنی را به دو شاخه طهماسب‌خانی و حاتم‌خانی تقسیم نمودند. در برهه‌ای از تاریخ چگنی، اشخاصی به عنوان خان و توشمال داشته است. به عنوان رئیس، سرپرست، رابطین مردم منطقه با فرمانفرماها و حاکمان لرستان بوده‌اند. طایفه چگنی طهماسب‌خانی در اردوکشی‌های سالارالدوله حضور داشتند، اردوی اول که شامل اکثریت سواران لرستانی بود به ریاست نظرعلی خان امیراشرف حرکت کرد. عناصر این اردو عبارت بود از سواران ایلات طرهان، دلفان، پشتکوه و طوایف مختلف ایل چگنی از قبیل، طولابی، طهماسب، میرزاوند و ده‌ها تیره و طایفه دیگر. این اردو از کوهدشت وارد منطقه چگنی و قلایی شد … از خوانین ایل چگنی که از سرکردگان لرستان و اشخاص معروف و سرشناس بودند و به سالارالدوله کمک کرده‌اند می‌توان ملک‌احمد خان چگنی، محمدقلی خان چگنی و خداداد خان چگنی را که مورد اعتماد کامل او بود و در دستگاه وی سمت تفنگدارباشی داشت نام برد.
همچنین سالارالدوله در ذی‌الحجه ۱۳۲۱ (ق) فرمانی به آزادخان چگنی سرپرست طایفه چگنی حاتم‌خانی مبنی بر حضور در جنگ با محمدعلی شاه قاجار فرستاد، اما آزادخان به این دعوت و امریه توجه نکرد، وی شاهزاده سالارالدوله را شخصی دیوانه و ماجراجو می‌دانست، جنگ با شاه را کاری عبث می‌خواند. در نشست‌ها و مشورت‌هایی که با کدخدایان طایفه‌اش دارد عاقلانه‌ترین کار را عدم شرکت در جنگ می‌دانند. در گزارش از وضعیت طوایف لرستان در سال ۱۳۰۶ (ش) توسط حوزه حکومتی لرستان و بروجرد در مورد وضعیت کل الوار لرستان که تهیه و به وزارت وقت داخله ارسال گردیده، آمده است:
طایفه چگنی قریب دو هزار خانوار و شش هزار نفر می‌شوند، ییلاق و قشلاقشان در محل خودشان است. خوانین این طایفه فاضل‌خان، غلامرضا خان، محمدقلی خان، ملک‌احمد خان و آزادخان می‌باشند.
چگنی‌های قزوین در دوران قاجار
میرزا ابراهیم نامی در ذکر احوال ایلات قزوین آورده است: چگنی در عهد آقامحمد شاه مغفور از خرم‌آباد فیلی خودشان آمدند، هشتصد و پنجاه خانوارند. سرکرده ایشان باقرخان با برادرش خان باباخان است. مواجب سرکرده یکصد تومان و نوکر سواره چگنی چهارصد نفر، سکنه سرکرده با شصت و پنج خانوار دیگر در شهر قزوین است و سکنه سایرین در طارم از سیاهپوش منجیل، لوشان، خرزان الی قزوین و در ساوجبلاغ بالاسر قشلاق هفتاد خانوار ایضاً ساکنند. عملشان کشت و زراعت بسیار می‌نمایند و گلیم، قالی، جاجیم، سیاه‌چادر، خورجین، نمد، توبره و مفرش خوب هم می‌بافند. به تخمین شانزده هزار گوسفند دارند. زبان ایشان لری است به مثل زبان اهل بختیاری، فارسی و ترکی هم می‌دانند، همه کاسب‌کارند.
چگنی‌های قزوین در دوران صفویه که قزوین پایتخت بود در آن شهر حضور داشتند. بوداق خان چگنی ابتدا پیش از رسیدن به حکومت مشهد و خراسان در قزوین منصب قورچی‌باشی داشت، در همان دوران چلبی‌بیگ امیراعظم چگنی یکی از فرماندهان سپاه قزلباش در قزوین بود، اما بیشتر جمعیت چگنی‌ها بر خلاف ادعای میرزا ابراهیم که می‌گوید خودشان از خرم‌آباد به قزوین آمده‌اند، در عهد آقامحمد خان قاجار و از ناحیه استان فارس به قزوین تبعید شدند، زیرا آنها طرفداران سلسله زندیه بودند.
در عهد قاجار سرکردگان چگنی قزوین جزو رجال عالی‌رتبه و صاحب منصب نظامی و دیوانی بودند ازجمله باقرخان چگنی و برادرش خان‌بابا خان فرزندان سبزوار خان چگنی، محبعلی سلطان فرزند توشمال سلیمان چگنی، سلیم‌خان سرکرده سواره چگنی که در برهه‌ای از تاریخ بعنوان حاکم خرمشهر منصوب شد. سرهنگ باقرخان سرکرده سواره چگنی، سرهنگ صادق خان و او نیز سرکرده سواره و رئیس ایل چگنی بود. در اواخر دوران قاجاریه ریاست چگنی‌ها بر عهده محمدرضا خان سرتیپ بود.
حکومت بر منطقه شرا (چَرّا)
چگنی‌های استان مرکزی طبق روایتی در اواخر حکومت زندیه و اوایل دولت قاجاریه، بعد از به قدرت رسیدن آقامحمدخان قاجار از شیراز به غرب شهرستان اراک منطقه خنداب که بین ملایر و فراهان قرار دارد مهاجرت نموده‌اند. آقای ابراهیم دهگان نویسنده شهیر اراک، در خصوص مهاجرت چگنی‌های استان مرکزی، پس از توضیحی مختصر در مورد جغرافیای تاریخی شرا (چرا) می‌گویند: قسمتی از بلوک شرا محل رحل دسته‌هایی از ایل چگنی است که بعد از متواری شدن در سرزمین کوهستانی درمن، قریه جاورسیان مس یا مست و خانقاه مسکن گرفته‌اند.
ایلخانان چگنی منطقه خنداب اراک که به همراه بخشی از ایل چگنی در دوران آقامحمد خان قاجار به منطقه فوق‌الذکر کوچانده شده‌اند از نسل سبزوارخان می‌باشند. نصیرخان چگنی فرزند سبزوارخان که به گفته معمرین منطقه در زمان تبعید ۱۴ ساله بوده به عنوان اولین ایلخان ایل چگنی در منطقه منصب داشته است و فرزندان او پس از وی منصب ایلخانی داشته‌اند. سنگ قبر نصیرخان چگنی در امامزاده ابراهیم روستای نوده واقع در منطقه شرا وجود دارد. از مشاهیر این خاندان، فرج‌الله خان چگنی فرزند ارشد حاج رستم‌خان می‌باشد که در دوران حکومت مظفرالدین‌شاه قاجار با عنوان مجدالدفتر در دربار محمدعلی میرزای ولیعهد در تبریز بوده است.
در اواخر دوران قاجاریه حکومت قسمتی از منطقه شرا و بلوک مست به خاندان خانبلوکی چگنی رسید، محمدحسن خان سرکرده و بزرگ طایفه قادری چگنی که داماد خوانین سبزواری بود بعنوان حکمران بلوک مست منصوب شد و لقب خانبلوکی بر وی و دودمانش به معنی خان و حاکم بلوک مست می‌باشد.
چگنی‌ها در طول ایام زندگی در استان مرکزی از اتحاد و انسجام اجتماعی و سیاسی قابل ملاحظه‌ای برخوردار بوده‌اند. همچون زمانی که ایلخانی این طایفه با نصیرخان چگنی و نوه‌اش حاج رستم خان چگنی بود و روستای مست سفلی را کرسی نشین ایل چگنی قرار داده بودند و امور ایل در قشلاق و ییلاق با امنیت کامل رتق و فتق می‌شد.
حکومت بلوک حیات‌داود و بنادر جنوب
بندر گناوه یا جنابه و جنابا یکی از بنادر مشهور خلیج فارس از اواخر دوره ساسانی تا سده‌های اولیه اسلامی بوده است. مقدسی در سال ۳۷۵ (ق) دشت واقع در میانه گنابه (گناوه) و توز را «دشت داودی» نامیده است. در دوره صفویه سکونت طوایف و گروه‌های حیات غیبی در این نواحی باعث شد کم‌کم «دشت داودی» به حیات داود، حیادداود و حیا داود مشهور شود، زیرا الله‌کرم خان حیات‌داودی مؤلف شش فصل می‌گوید:
اصل ما از خرم‌آباد لرستان است. از طایفه حیات غیبی که تاکنون آن طایفه خرم‌آباد باشند و به این نام خوانده شوند. در اوایل سلطنت صفویه بنابر سببی چند از اقوام خود جدا گشته و از آن دیار هجرت نمودند و در این ناحیه که اکنون به «بلوک حیات‌داود» معروف است رحل اقامت افکندند، هرچند کلیه این بلوک را به تصرف درآوردند و به نام طایفه خود نامیدند و «حیات‌داود» نام نهادند که مشتق از کلمه (حیات غیبی) باشد که نام قبیله‌ای است در خرم‌آباد.
تاریخ گیتی‌گشا که به شرح حوادث زندیه پرداخته با اشاره به امیرعلی خان حیات‌داودی (حکمران بندر ریگ) به نحوی از حیات داود در دوره زندیه و یکی از شخصیت‌های تاریخی آن نام برده که مرتبط با گناوه و بندر ریگ است.
مؤلف فارسنامه ناصری در سال ۱۲۹۵ (ق) در معیت احتشام‌الدوله حاکم کوه‌گیلویه از خرابه‌های شهر گناوه و موقعیت آن گزارشی ارایه کرده است. قصبه ناحیه گناوه را روستای شول و قصبه ناحیه حیات‌داود را بندر ریگ دانسته البته ضابط و کلانتر هر دو ناحیه را خانعلی خان حیات‌داودی می‌داند.
خاندان حکومتگر حیات‌داود که اصل آنان از طایفه حیات‌الغیب چگنی بوده و در دوران صفویه به جنوب هجرت کرده‌اند در بنادر و قصبات جنوب از حدود گناوه تا بوشهر بر نوار ساحلی خلیج فارس و جزایر خارگ و خارگو حاکم بوده‌اند. اولین گزارش از حکومت آنان به دوران زندیه بازمی‌گردد. اولین خاندان حاکم بر بلوک حیات‌داود، خاندان قاید حیدر است، پس از فرمانروایی قاید حیدر گناوه‌ای یا حیات‌داودی، میرعلی خان و قاید سلیمان مقارن با سلسله زندیه تا اوایل قاجار، دومین خاندان حکومتگر حیات‌داودی ازآن قایدحسین و اولاد او بود. در اوایل سلسله قاجاریه قایدحسین حیات‌داودی به حکومت بلوک حیات‌داود رسید و پس از او قاید مراد، احمدخان، خانعلی خان، حیدرخان، حسین خان، حسینقلی خان، محمدخان، الله‌کرم خان و در نهایت غلامحسین خان و فتح‌الله خان معاصر با دوران پهلوی امور ضابطی و حکومت منطقه را بر عهده گرفتند.
حکومت بر دزفول
ذکر اجداد آقایان محله مسجد دزفول - خوزستان
شخصی بزرگ‌زاده به نام منوچهرخان چگنی، پسری به نام حج خضر داشت که اهل منطقه چگنی، یکی از بخش‌های غربی خرم‌آباد بود. حج خضر چگنی هم پدر صالح‌آقا بود، در سال ۱۲۰۱ (ق)، نخستین حاکم دزفول که از طرف آقامحمد خان قاجار تعیین شده بود، صالح‌آقا، فرزند حاج خضر چگنی همچون پدرش فردی صالح بوده و در مقام وکیل مالیات دزفول و ریاست بر مردم محله مسجد به شهر دزفول مأمور گردیده است، وی در محله مسجد خانه خریده و ساکن شد. صالح‌آقا دو پسر داشت، پسر بزرگ او آمحمد بیکا نام داشته و پسر کوچکش آمحمدرضا بک. نیاکان این خاندان در زمان آقامحمدخان قاجار (۱۱۵۵–۱۲۱۱ ق) از بخش‌های غربی خرم‌آباد به شهر دزفول مأموریت پیدا کرده و در این شهر ساکن گردیده‌اند. جد این خاندان صالح‌آقا فرزند حاج خضر فرزند منوچهرخان چگنی ابتدا مقام وکیل مالیات دزفول را در اختیار داشت، اما نوادگانش در طول سنوات بعدی به ریاست محله مسجد در شهر دزفول، کلانتری شهر و … رسیدند. این خاندان که خود از ابتدا خاندانی سرشناس بودند، از یک سو با خاندان گرجی‌تبار باراتاشویلی و از سوی دیگر با نوادگان آبینه گرجی نسبت خانوادگی دارند.
خانواده‌های ذیل در دزفول از این سلسله هستند:
خضریان، پورمنوچهری، بزرگی، آقابزرگ‌زاده، سعدی، ارفع، رفعت، سرتیپی، سرتیپ‌زاده، آصف، آصف‌پور دزفولی، خسروانی، جمشیدی، صالحیان، جعفرپور دزفولی، احمدسالار، چگنی، صالحی‌نژاد و … مراد محمودی چگنی در مقدمه کتاب نقدهایی بر تواریخ معاصر چگنی صفحه ۸۳ در مورد خاندان خضریان آورده است:
خضرخان چگنی و صالح‌آقا از نوادگان منوچهرخان چگنی هستند، این خاندان مدت زیادی در دزفول و شوشتر حکومت می‌کردند، در زمان آقامحمدخان قاجار حکومت آنها همچنان برقرار ماند. برابر اسنادی که در دست نگارنده است، آقامحمد خان بنا به درخواست مردم و نیز صداقت کاری خضریان مجدداً آنها را به حکومت دزفول منصوب کرد و خاندان خضریان سال‌های متمادی در آن خطه به حکمرانی ادامه دادند، بازماندگان آن‌ها هم‌اکنون در منطقه به خضریان معروف هستند.

## پراکندگی سکونت

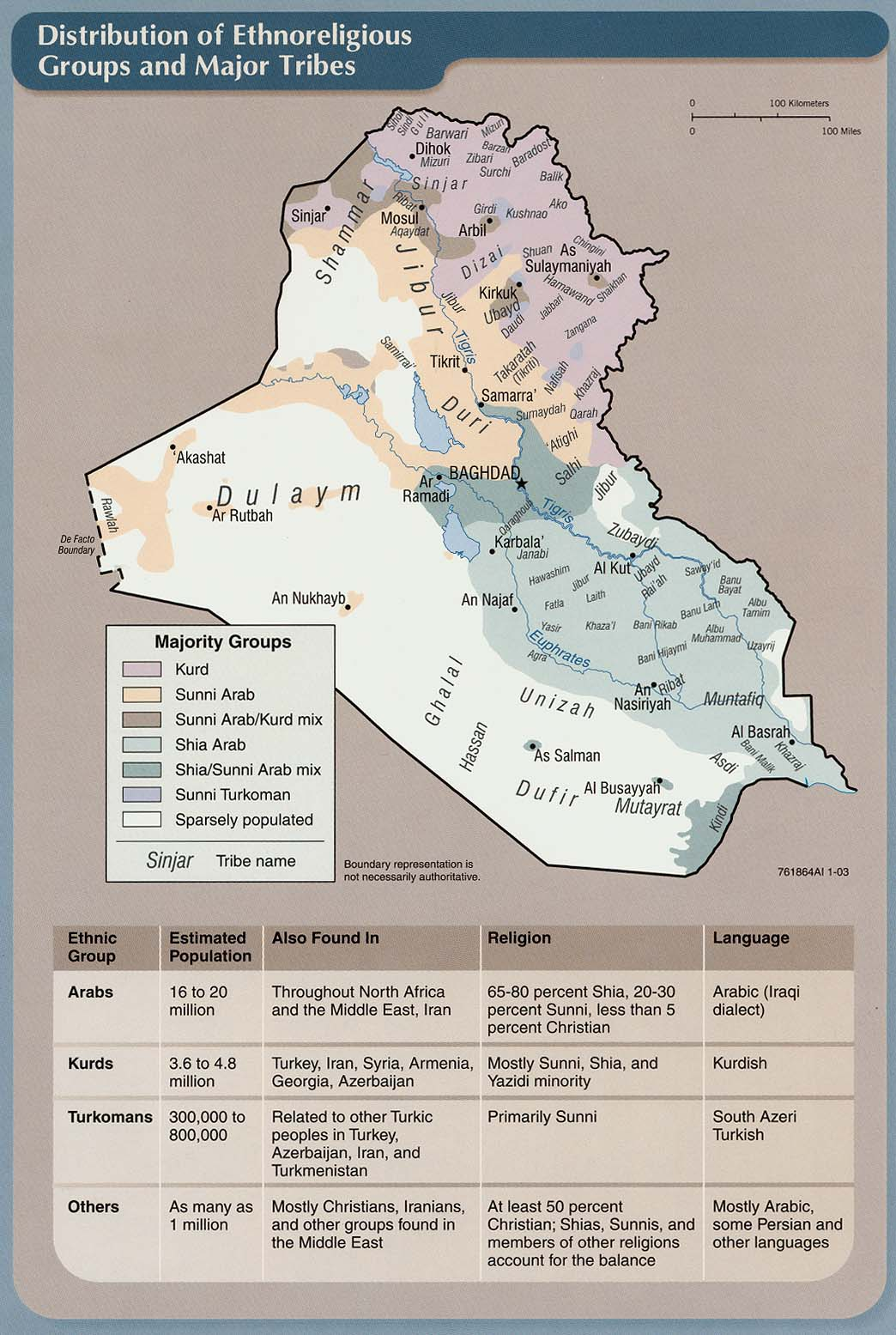
ایل چگنی در نقشه قومی-مذهبی عراق

بخشی از ایل چگنی در عراق به‌خصوص در مناطق شمال شرق شهر سلیمانیه زندگی می‌کنند. با توجه به جمعیت این ایل در عراق، بخش کوچکی از طوایف چگنی در ایران و در استان لرستان در شهرستان دوره و بخش ویسیان زندگی می‌کنند. علاوه بر لرستان، چگنی‌ها دراستان خراسان، بخش چگنه، استان قزوین، استان گیلان شهر لوشان، استان خوزستان شهرستانهای شوش و اندیمشک، دزفول، گتوند، استان مرکزی بخش خنداب وشهرستان ملایر و استان فارس زندگی می‌کنند.

سنگ قبر مهرعلی سلطان ولد آقاعلی چگنی
وفات ۱۲۲۲ هجری قمری
واقع در امامزاده محمد حنفیه لوشان - گیلان

## طوایف

### طوایف چگنی در لرستان
طوایف ایل چگنی در لرستان عبارتند از:
- بهرامی
- میرزاوند
- سوزوار
- شاه کرمی
- ویس کرمی
- فلاوند
- شاهیوند
- کلمرد
- رکرک
- بداق
- شیراوند
- احمدوک
- رومیانی
- نجمیسلی
- زهراکار
- درویش
- باباعباسی
- هروری
- حسیوند
- چنگایی
- آهنگران

طوایف وابسته
- طولابی
- امیر
- حیات غیبی
- پیرحیاتی
- شرف

### طایفه میرزاوند چگنی
طایفه بزرگ میرزاوند که یکی از طوایف بزرگ ایل چگنی است شامل دو طایفه میرزاوند سراب دوره چگنی و میرزاوندهای شهرستان اندیمشک می‌باشند که خود این فلسفه‌ای دارد طبق مطالب آمده در کتاب تاریخ ایلات و طوایف لرستان میرزا جد بزرگ طایفه میرزاوند ۵ پسر داشت که نام یکی از پسران او علیرضا بوده و علیرضا به خاطر اختلاف و نزاع که بین او و دیگر برادرانش رخ داد از ناحیه چگنی سراب دوره حال حاضر به بخش الوار گرمسیر شهرستان اندیمشک و به میان طایفه قلاوند نقل مکان می‌کند و در آنجا با دختری از طایفه قلاوند ازدواج کرده و پسرانی به نام‌های شیرزاد (پسر بزرگ)، شیرمهد، کلورضا و رضا از او زاده شد که فرزندان آنها به طایفه میرزاوند بخش الوار شهرستان اندیمشک معروفند و تیره‌های مختلفی از آنها شکل گرفته دیگر برادران علیرضا که در دوره چگنی بودند نسل دیگری از فرزندان میرزا را تشکیل دادند که به میرزاوندهای دوره چگنی معروفند. رضا خود دو همسر به نام‌های فرخی و گلناز داشت که فرزندان آنها به شاخه‌های فرخی و گلناز معروف شدند از همسر بزرگ او به اسم فرخی که از طایفه میرعالی بخش الوار بود ۵ پسر به نام‌های غلام-افشار-سردار-پادار و افصید زاده شد که فرزندان هر یک از اینها به نام یک تیره معروف شدن از همسر دومش گلناز نیز دو پسر زاده شدند.

### طوایف چگینی در قزوین و گیلان
طوایف ایل چگنی در قزوین و گیلان عبارتند از:
- نظامیوند
- بهادیوند
- گودرزوند
- سردیوند
- پیرمردوند
- میرخوند
- مالمیر چگینی
- بابایی چگینی
- کَلهُر چگینی
- کوگیر
- جودکی چگینی
- زبیدار چگینی
- خان‌های شفت